# Conioscyphopsis australiensis
Conioscyphopsis australiensis är en svampart som beskrevs av Goh & K.D. Hyde 1998. Conioscyphopsis australiensis ingår i släktet Conioscyphopsis, divisionen sporsäcksvampar och riket svampar.   Inga underarter finns listade i Catalogue of Life.